# آزمون بارفود
آزمون بارفود یک آزمون شیمیایی است که برای تشخیص حضور مونوساکارید استفاده می‌گردد. این آزمون بر اساس کاهش مس(II) استات به مس(I) اکسید (Cu2O) می‌باشد که منجر به تشکیل یک رسوب قرمز آجری می‌شود.
RCHO + 2Cu2+ + 2H2O → RCOOH + Cu2O↓ + 4H+
(دی ساکاریدها نیز ممکن است واکنش نشان دهند اما واکنش بسیار کندتر است) گروه آلدهید مونوساکارید به صورت متداول منجر به تشکیل یک همی استال حلقوی می‌گردد بر اثر اکسایش به کربوکسیلات تبدیل می‌گردد. تعدادی از مواد دیگر از جمله سدیم کلرید می‌توانند موجب ایجاد تداخل در انجام آزمون گردند.
این آزمون توسط شیمی‌دان دانمارکی کریستین تامسون بارفود ابداع گردید. آزمون مشابه با واکنش محلول فهلینگ برای آلدهیدها است.